# Proserpinaster
Proserpinaster is een geslacht van kamsterren uit de familie Astropectinidae.

## Soorten
- Proserpinaster anchistus (Fisher, 1913)
- Proserpinaster euryactis (Fisher, 1913)
- Proserpinaster luzonicus (Fisher, 1913)
- Proserpinaster neozelanicus (Mortensen, 1925)